# Carlo Giorgio Garofalo
Carlo Giorgio Garofalo   (Roma, 5 d'agost de 1886 - Roma, 6 d'abril de 1962) fou un compositor, director d'orquestra i organista italià.
Després dels primers estudis, va assistir a la universitat del Vaticà, on va estudiar composició d'orgue i música. Garofalo va seguir al seu company de classe Pietro Yon als Estats Units on, amb l'ajut de Yon, va trobar feina com a director musical i organista a l'Església de la Sagrada Concepció de Boston.